# بنای یادبود تاورهیل
بنایِ یادبودِ تاورهیل Tower Hill Memorial دو بنای یادبودِ کمیسیون گورهای جنگیِ کشورهای مشترک‌المنافع است که در میدان تیرینیتی، در تاور هیلِ لندنِ انگلیس واقع شده‌است. این یادبودها که یکی برای جنگ جهانی اول و دیگری برای جنگ جهانی دوم است برای بزرگداشتِ ملوانان و ماهیگیرانِ بازرگانِ غیرنظامی است که به دست دشمن کشته شده‌اند و هیچ گور شناخته شده‌ای ندارند. اولی، بنای یادبودِ جنگ دریایی مرکانتیل است که سر ادوین لاتی‌ینز آن را طراحی کرد و در سال ۱۹۲۸ رونمایی شد. دومی بنای یادبود ملوانان تجاری است که سر ادوارد مُف آن را طراحی کرد و در سال ۱۹۵۵ رونمایی شد. سومین یادبود، بنای یادبود ملوانان تجاری است که در جنگ فالکلند ۱۹۸۲ کشته شدند و در سال ۲۰۰۵ به این مکان اضافه شد.

## یادبود جنگ جهانی دوم

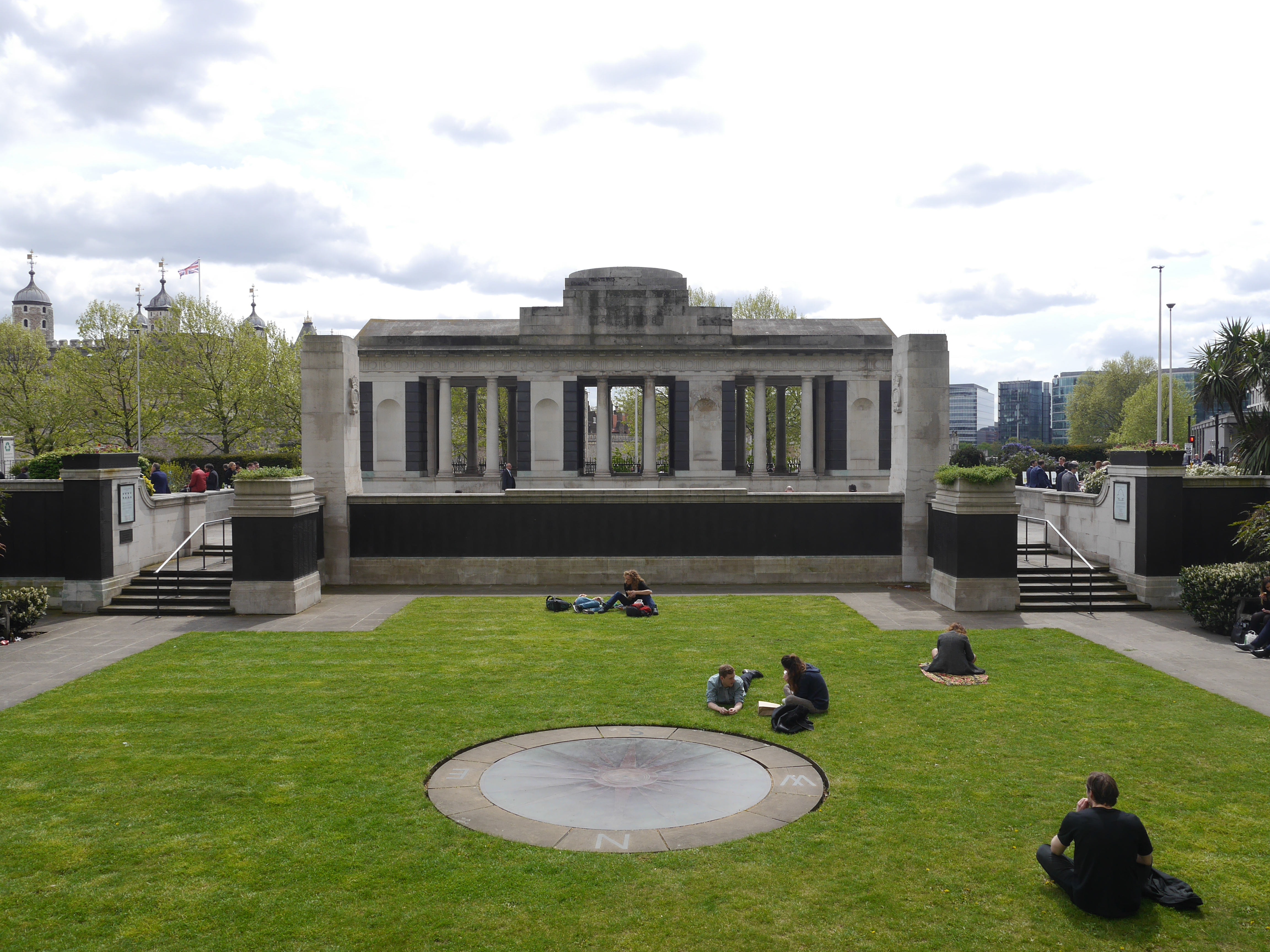
ضلعِ شمالیِ ردیف ستونها و باغِ مغروق. اسنخر و قطبنمای برنزین در پیش‌زمینۀ عکس دیده می‌شود

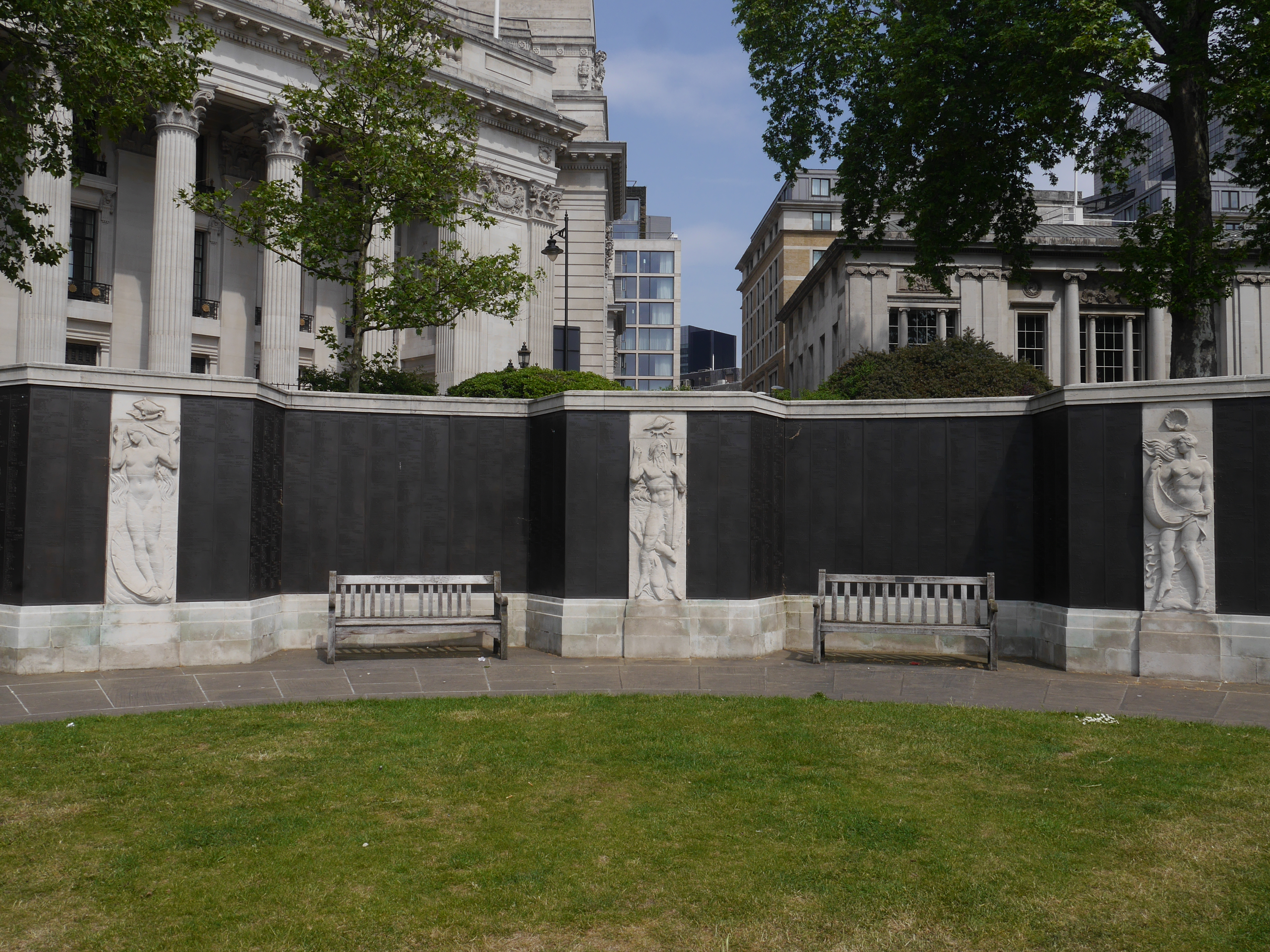
دیوارها در انتهای شمالی باغِ غرق‌شده. بر صفحه‌های برنز نام مردگان نوشته شده است. سه مجسمۀ چارلز ویلرزِ هفت دریا، در عکس پیداست.

Sculptures at the entrance to the sunken garden
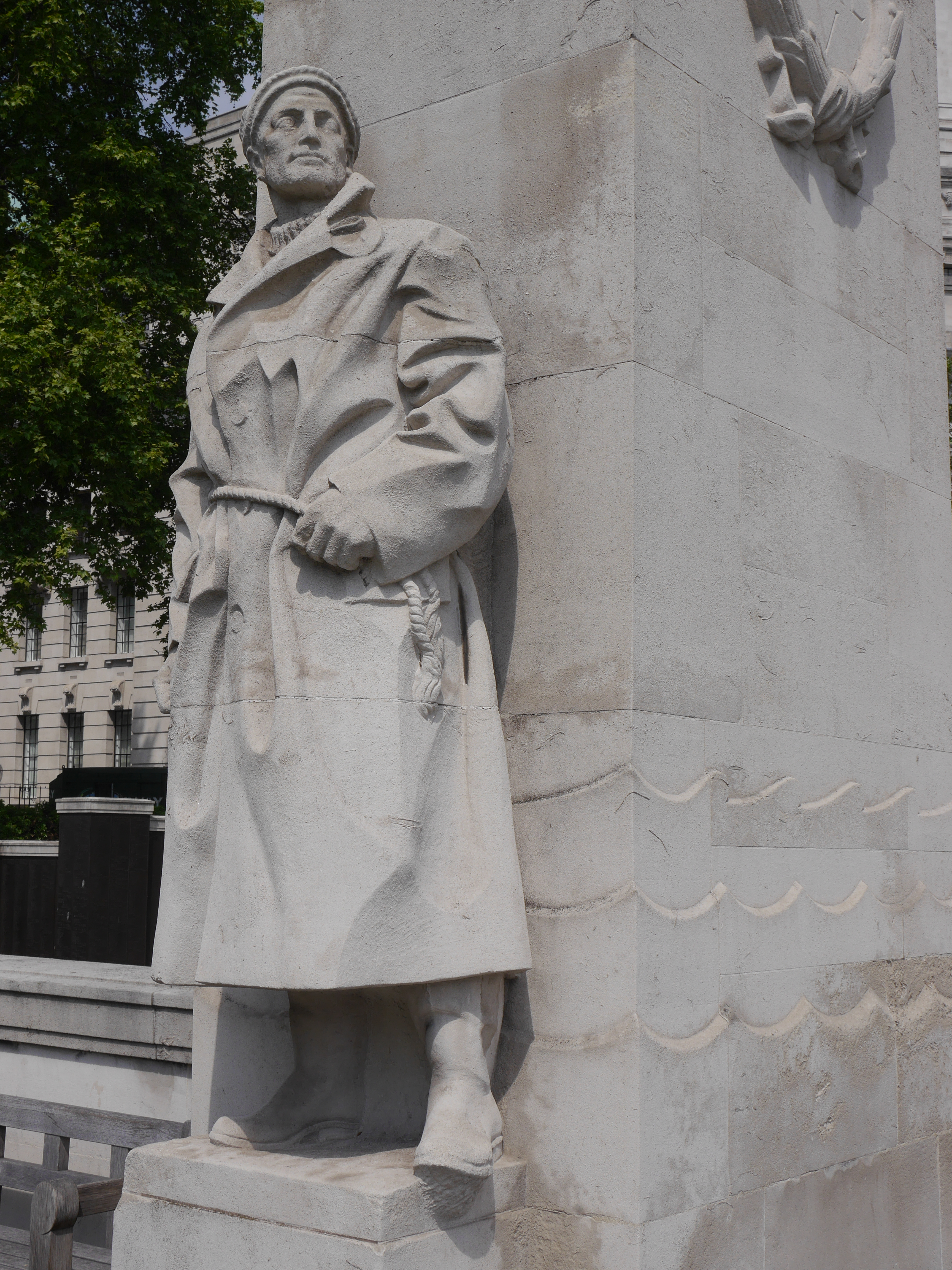
نگهبان شرقی، یک دریانورد نیروی دریایی بازرگانی
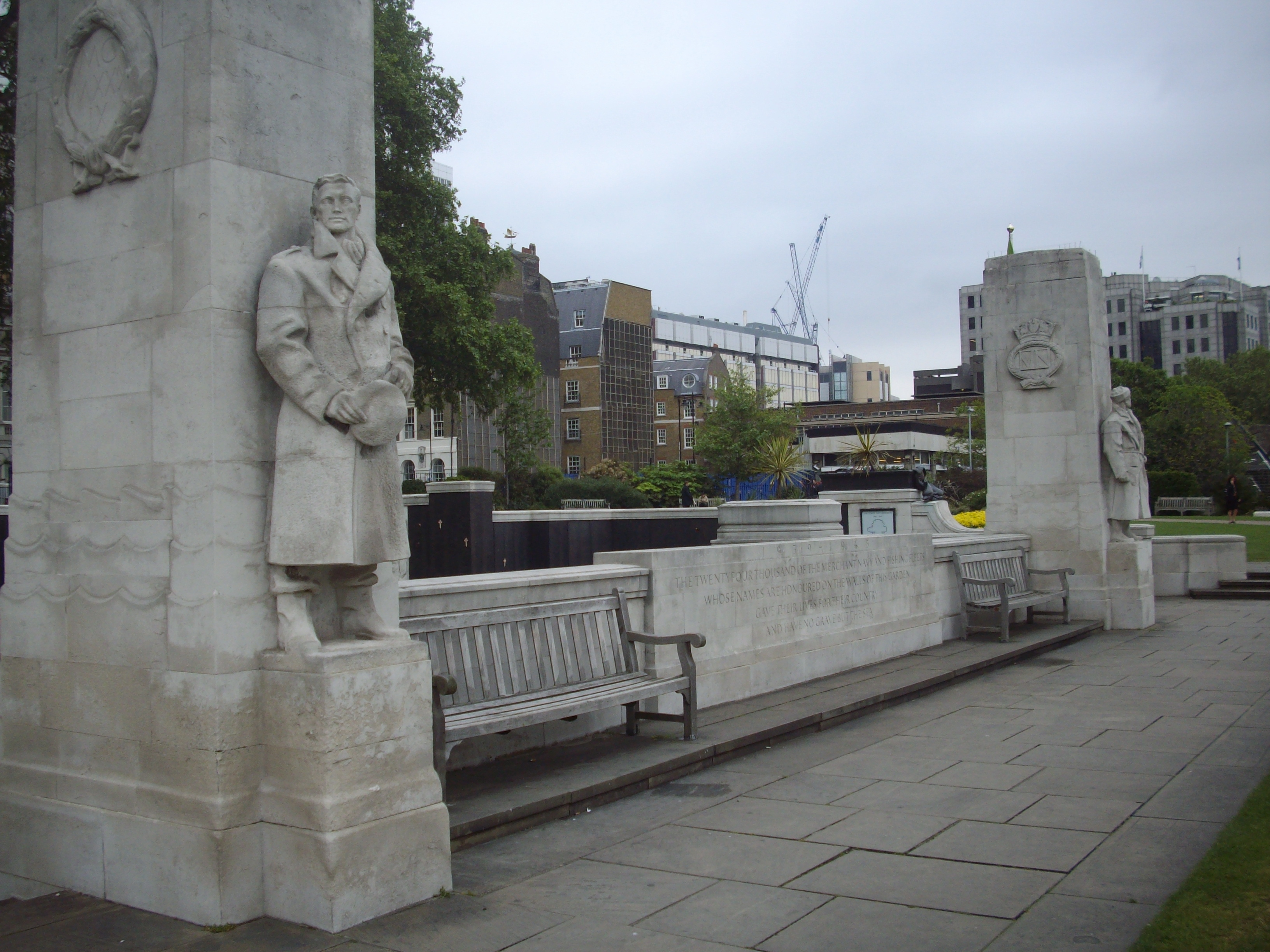
دو نگهبان در کنار سنگی که تقدیم‌نامۀ اصلی روی آن نصب شده است
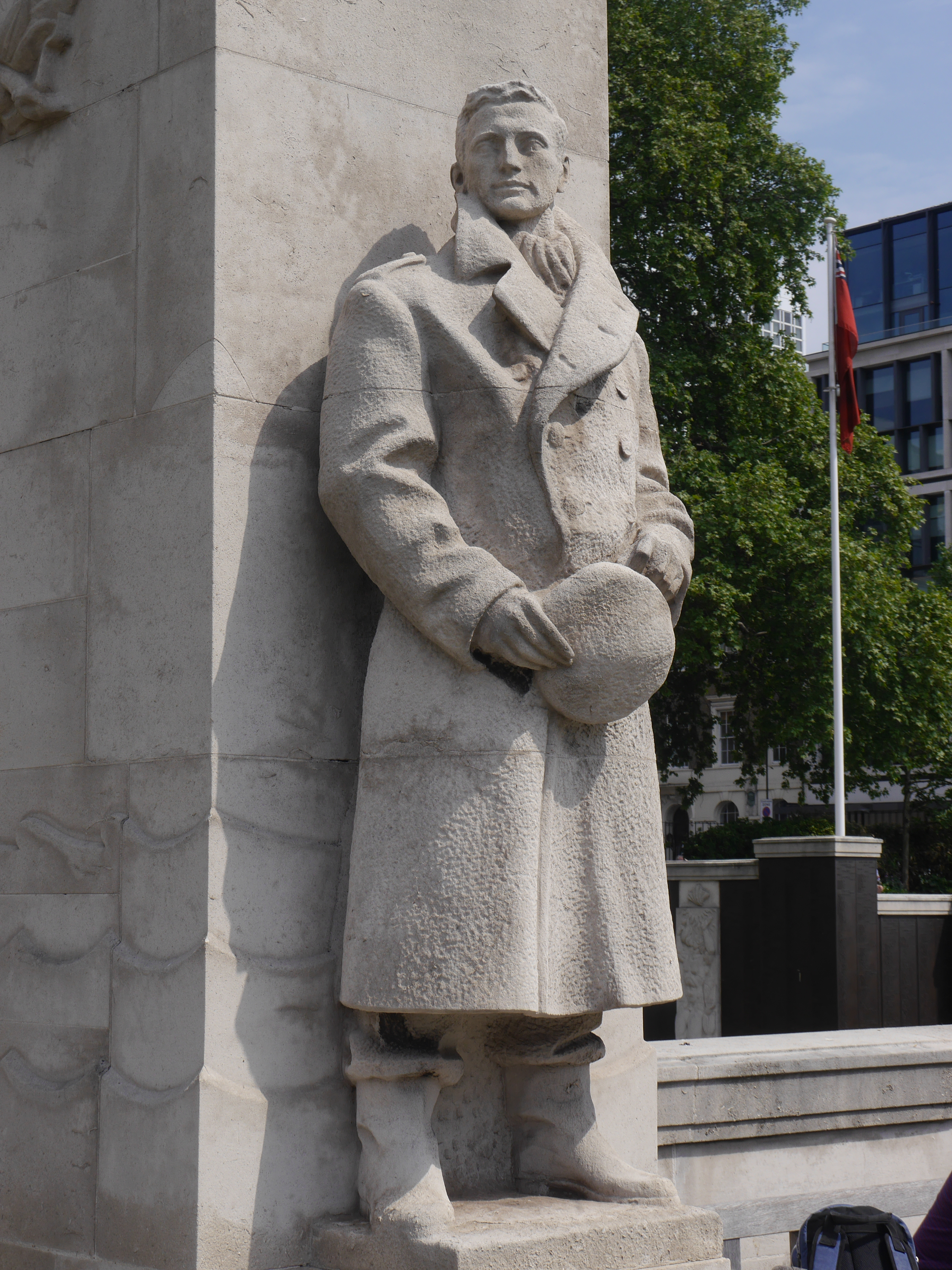
نگهبان غربی، یک افسر نیروی دریایی بازرگانی